# Шуліка-крихітка
Шуліка-крихітка (Gampsonyx swainsonii) — хижий птах родини яструбових (Accipitridae). Поширений в Центральній і Південній Америці.

## Поширення
Цей маленький шуліка гніздиться в регіоні від Панами, Колумбії та Венесуели до Болівії та північної Аргентини, з ізольованою постійною популяцією в Нікарагуа. Він все більше розширює свій ареал, і докази його гніздування на Тринідаді отримано в 1970 році. Його вперше помітили в Коста-Риці в середині 90-х років, і зараз він досить поширений уздовж тихоокеанського схилу на висоті до 1000 м.

## Підвиди
Виділяють три підвиди:
- G. swainsonii leonae — від Нікарагуа до півночі Південної Америки.
- G. swainsonii magnus — від західної Колумбії до західного Перу.
- G. swainsonii swainsonii — від центральної Бразилії до східного Перу, Болівії та північної Аргентини.

## Опис
Птах завдовжки 20,3–23 см, вагою — 80–95 г. Це найменший хижий птах в Америці та один із двох найменших яструбів у світі (разом із савановим яструбом). Дорослий птах має чорне тім'я, спинну частину, крила і хвіст, білий комір з червонуватими краями, жовтий лоб і щоки, переважно білий низ і жовті ноги. Незрілі екземпляри схожі на дорослих, але мають пір'я на спині та крилах із коричневими кінчиками, коричневий комір і деякі відтінки на білому нижній частині тіла. У польоті цей вид виглядає переважно чорним зверху і білим знизу. Північний підвид G. s. leonae відрізняється від номінального G. s. swainsonii червонуватими боками.

## Спосіб життя
Харчується в основному ящірками, переважно анолісами, а також дрібними птахами та комахами. Зазвичай полює з високого дерева. Гніздиться на високих деревах, де відкладає 2–4 білі яйця з коричневими плямами. Інкубація триває 34-35 днів. Пташенятам потрібно 5 тижнів, щоб покинути гніздо. Цей вид може мати два виводки за один сезон.